# どうして?いじってプリンセス Final Road 〜もう!またこんなところで3〜
『どうして?いじってプリンセス Final Road 〜もう!またこんなところで3〜』（どうしていじってプリンセスファイナルロード もうまたこんなところでスリー）は、2006年10月6日にビタミンより発売された18禁（ソフ倫審査）シミュレーションRPGソフト。同ブランドより発売されている『いじってプリンセス』シリーズの本編第3作（通算6作目）である。アイリ役を担当したみすみによれば、『どうして?いじってプリンセス Final Road 〜もう!またこんなところで3〜』にどうして「どうして？」が付いているのか尋ねても「（どうして「どうして？」が付いているのか）わからない」という返答しかもらえず、結局どうしてなのかわからなかったとのこと。本作で1人2役を演じている平野響子によれば、『いじってプリンセス』シリーズは本作が最終作であるとのこと。

## ストーリー
サプル王国の王子である主人公は、ある日突然、父王から譲位をほのめかされる。同時に、王位を継ぐには「覇者の印」というものを手に入れなければならないと聞かされるが、それがどんなものでどこにあるのかはまったく教えてもらえない。6人の妃やメイドのニーナと協力しながら「覇者の印」を探すうち、周辺各国に侵攻してきている「魔神軍」の存在が明らかになる。魔神軍に被害を受けた国のプリンセスたちの頼みもあって、争いごとの嫌いな主人公も、ついに魔神軍との全面対決へと立ち上がるのであった。

## ゲームの流れ
恋愛AVGであった前々作、前作から大きく方向転換し、本作はシミュレーションRPGである。システムとしては、マップ上の地形効果やキャラクターの向きによって異なる防御力設定などもとりいれた、アダルトゲームにしてはかなり本格的なシミュレーションRPGとなっている。なお、前作までのようなマルチエンディングではなく、ストーリー上の分岐も存在しない。
ゲームの流れは、イベントパート、戦闘パート、いじりパート（Hパート）に分かれており、ゲーム内の1日は、毎朝、全体マップからその日に行く場所を選択することから始まる。
新規の場所を選択するとイベントパートが始まりストーリーが進行し、その後、魔神軍の登場により戦闘パートに突入する。戦闘はターン制で、地形や敵味方の向きなどを考慮しながら、それぞれのキャラクターの特性に応じて武器や魔法などで敵を攻撃。敵全員を殲滅すればステージクリアとなる。なお、味方全員が戦闘不能となった場合は即座にゲームオーバーとなり、セーブ時点からやり直すこととなる（バッドエンドシナリオなどは存在しない）。
戦闘マップ上にはいくつかの宝箱が設置されており、種々のアイテムが入手できるが、どれもいじりパートで用いる媚薬、性具の類であり、宝箱の中身は直接的に戦闘時の役に立つわけではない。しかし主人公が戦闘時に使用可能な特殊能力を獲得する助けにはなるので、全く戦闘時の役に立たないというわけでもない。
なお、既に訪問した場所を選択すると「練習ステージ」としてすぐに戦闘パートに突入する。ストーリーは進行しないがキャラクターのレベルアップや取り残したアイテムの回収などが可能である。
いじりパートはストーリーから完全に独立しており、1日の最後にパーティーの中から自由に相手を選択できる。ただし、主人公の装備している指輪の持つ特殊能力のため、Hをするたびに相手の能力値を一部写し取ることになるため、日々の相手の選択が主人公自身の戦闘時の能力値に大きく影響を及ぼすこととなる。

## 登場人物
アル＝サプル
声 - なし
本作の主人公。朝の体操の習慣は相変わらず。一見軟弱に見えるのも相変わらずだが、いろいろと経験を重ね成長する中で、次第に王子としての自覚を高めていく。
戦闘におけるパラメータは、初期は非常にバランスの取れた値だが、前述のように、夜を共にすごす相手によって大きく変化する。
フレイア
声 - みわ梢子
本作より登場。「覇者の印」入手の鍵となる「妖精の泉」をまもる妖精族のプリンセス。主人公達が「妖精の泉」を訪れた際に、魔神軍が侵攻してきたことから共に戦うこととなった。人間の10倍程度の寿命を持つ長命の種族であるため、本来は人間と交わることが禁じられているが、戦いで死んだ仲間を悼んでくれ、優しい言葉をかけてくれた主人公に好意を持ち、主人公の9人目の妃となることになった。フレイヤ役を担当した、みわ梢子によれば「（フレイヤには）ツンデレ」という設定があるとのこと。この性格設定もあって、主人公への好意を素直に表現できず、普段はついついきつい口調で当たる。
戦闘パートでは、弓矢を使った長距離攻撃を得意とする。
イングリット
声 - みる
本作より登場。魔道国家アルビンのプリンセス。強大な攻撃魔法を誇る魔道士軍団に頼るあまり、魔法耐性を持った魔神軍特殊部隊に対応できず滅ぼされてしまった祖国から、なんとか単身脱出したところを主人公たちに助けられる。アルビン再興に向けてサプル王国の助力を得るため、主人公の妃となった。口数が少なく普段はほとんど感情を面に出さないが、決して情が薄いわけではなく内面では激しい感情を持っている。イングリット役を担当した、みるによれば「（イングリットの）性格は剃刀のように鋭い感性で見抜いた本質をとつとつと話すクールな姫」という設定があるとのこと。ゴスロリファッションとネコミミが特徴。
戦闘パートでは、強い魔力を生かした攻撃魔法を得意とするが、防御力と体力は低い。
ヴァレンカ
声 - 平野響子
本作より登場。北の大国ボラルのプリンセス。本名はヴァレンチナ（愛称：ヴァレチカ）だが、兄王子が病弱で、小さいときから王子として育てられたため、普段は男名であるヴァレンカを名乗っている。なお兄の名はヴィクトール。非常に内気かつ極度の人見知りなため、全身鎧である「魔鎧グロム」を常に身にまとい、親しい人の前以外では決して脱ぐことはない。父王からは、戦場で素顔を見られたら、その相手を殺すか結婚するかどちらかにせよと言われており、主人公がはずみで鎧を脱がせてしまったため、妃になることとなった。
戦闘パートでは、背丈ほどもある巨大なハンマー「スペツナヅ」の破壊力を生かした近距離広範囲攻撃を得意とする。なお魔法の力で鎧の重さは問題にならないと作中でヴァレンカが言っているが、1ターンで移動できる距離と乗り越えられる段差は、かぐやと並んで味方ユニットとして最低である。
アイリ
声 - みすみ
主人公の妃の1人。サプル王国のプリンセスだが、養女であり、王や主人公と血縁はない。国民からの絶大なる人気を生かして、結婚してからは主に内政面で活躍している。
戦闘パートでは、火や水の属性の攻撃魔法を得意とする。また治癒魔法を使うこともできる。
かぐや
声 - まりもりん
主人公の妃の1人。遥か東方にある経済大国のプリンセス。祖国の経済力と貿易上の影響力を利用して、結婚してからは主に外交面で活躍している。
戦闘パートでは、風や岩など自然の力を利用した攻撃魔法を得意とする。また若干の治癒魔法も使える。
シャルロット
声 - 金田めい
主人公の妃の1人。武力に秀でた国ガルランディアのプリンセス。卓抜した剣技と祖国の軍事力を背景に、結婚してからは主に軍備面で活躍している。
戦闘パートでは、もちろん、剣を用いた直接攻撃において、ずば抜けた力を示す。
オーレリア
声 - 相模真
主人公の妃の1人。西方の小さな宗教国家のプリンセスで、自身も司祭を勤めている。敬虔な宗教家の多い祖国のなかでも特に信心深く、物事をすべて神の思し召しと思い込むことが多い。
戦闘パートでは、回復系の魔法を得意とし、仲間のダメージを癒す役割を果たす。
レンファ
声 - 柴田蕗
主人公の妃の1人。歴史ある東方の国のプリンセス。好奇心旺盛でアグレッシブな性格だが、精神的に幼い面もあり寂しがり屋でもある。
戦闘パートでは、気功と思われる技を用い、敵を貫通してその後ろにいる敵にもダメージを与えることができる。またパーティーで最も機動力に優れているのも特徴である。ソフトのパッケージのイラストを見る限り、武器としてトンファーを用いているようである。
ルゥ
声 - 黒崎猫
主人公の妃の1人。芸術と踊りの国のプリンセスで、自らも巧みな踊り手である。祖国が女性上位のお国柄であることから、自身も男性を低く見る傾向がある。語尾に「…ぢゃ」をつけるなど、やや古風なしゃべり方が特徴。
戦闘パートでは、魔力をこめた踊りによって、味方の能力値を一時的に向上させたり、ステータス異常を回復することができる。
ニーナ
声 - 森藍子
主人公つきのメイド。相変わらず性格は非常に明るく、ポジティブシンキングも健在。戦闘パートには登場しないが、夜の相手はしっかり勤めてもらえる。
サプル王
声 - どてら4号
サプル王国の国王で、主人公の父。最近さらに血圧があがったことから、息子に王位を譲るつもりである。今回はキレてキャラがかわるシーンはない。
ザヴィア
声 - 平野響子
魔神軍の女幹部。主人公の行く先々に必ず現れ、戦いを挑んでくる。実は彼女の出生には重要な秘密があり、ストーリー上の鍵となる人物でもある。
魔神将軍
声 - 鉄滝次
西の海から大陸へ侵攻してきた魔神軍の首領。その正体は不明だが、王国と主人公に対し強い恨みを持っている。

## スタッフ
- 監督：くるぶし
- シナリオ：慈恩大、東人
- 原画：坂下吹雪
- 音楽：Cube

## 主題歌
オープニングテーマ「恋はライトにGroovy」
作詞・作曲：谷上純三 (Cube) / 歌：SATOMI
エンディングテーマ「Predict」
作詞・作曲：谷上純三 (Cube) / 歌：SATOMI